# Saint Omer
Saint Omer è un film francese del 2022 diretto da Alice Diop e ispirato a fatti realmente accaduti.

## Trama
La scrittrice Rama decide di seguire il processo di Laurence Coly, un'immigrata senegalese che ha lasciato la figlia di quindici mesi sulla spiaggia per essere portata via dalla risacca. Rama, che è incinta, vuole raccontare la storia di Laurence come una versione moderna di Medea, ma mentre il processo va avanti la scrittrice diventa sempre più ansiosa per la propria gravidanza.

## Promozione
Il primo trailer del film è stato pubblicato il 28 luglio 2022.

## Produzione
Del film, prodotto da Srab Films (Toufik Ayadi, Christophe Barral), Arte France Cinéma e Pictanovo Hauts-de-France, la regista ne parla ampiamente nel numero 806 di Cahiers du cinéma, dedicato alle donne nel cinema ai tempi del Me Too. Partendo dalla propria ricerca della decostruzione della rappresentazione canonica delle donne nere in generale, che la ferivano in prima persona, in quanto regista cerca di dare vita non tanto a personaggi che possano somigliarle quanto a quelli che abbiano una propria singolarità. Così in Saint Omer, dove il personaggio di Laurence Coly, estremamente complesso, non si lascia definire attraverso uno stereotipo.

## Critica
La decostruzione dell'immagine delle donne anima la regista, cresciuta insieme a una rappresentazione che può risultare offensiva, vedi il numero speciale dei Cahiers du cinéma Les femmes dans la place. Diop, attraverso Rama, riconosce come spiriti affini Pasolini, del quale scorrono alcune scene di Medea  e Marguerite Duras. «Una delle prime sequenze la mostra mentre a lezione proietta le immagini d’archivio delle donne francesi rasate pubblicamente perché accusate di relazioni coi nazisti, "accompagnate" dalla voce di Marguerite Duras. Ha un progetto su Medea e per questo decide di seguire il processo a Saint Omer, nella regione di Calais, periferia della Francia depressa e arrabbiata che vota Marine Le Pen». L'episodio delle donne rasate «alla Liberazione per aver dormito con l’occupante» sarà parimenti l'incipit di un altro film francese dell'anno prima, Ritorno a Reims di Jean-Gabriel Périot.
È stato scritto che «il film non è semplicemente un saggio sulle modalità con cui il razzismo infirma ancora atteggiamenti e punti di vista (non solo europei), ma anche l’esplorazione di territori apparentemente più insondabili e rimossi, legati a istinti e decisioni apparentemente incomprensibili e ingiustificati».

## Riconoscimenti
- 2022 – Mostra internazionale d'arte cinematografica di Venezia[9]
  - Leone d'argento - Gran premio della giuria
  - Leone del futuro - Premio Venezia opera prima "Luigi De Laurentiis"
  - Candidatura al Leone d'oro al miglior film
- 2023 - Premio César
  - Migliore opera prima
  - Candidatura alla Miglior promessa femminile a Guslagie Malanda
  - Candidatura alla Miglior sceneggiatura originale a Alice Diop, Amrita David e Marie NDiaye
  - Candidatura alla Miglior fotografia a Claire Mathon